# Abiola Félix Iroko
Abiola Félix Iroko, parfois simplement Félix Iroko, né en 1946 et mort le 13 novembre 2020, est un historien béninois originaire de Kétou, auteur de plusieurs ouvrages sur les civilisations de l'Afrique de l'ouest. Il a également écrit sur l'esclavage en Afrique.

## Biographie
Abiola Félix Iroko est titulaire d'un doctorat de lettres et de sciences humaines de l'université Paris 1 Panthéon-Sorbonne. Professeur au département d’histoire et d’archéologie de l'université d'Abomey-Calavi (Bénin), il a également beaucoup pratiqué la cithare dans sa jeunesse.
Il est membre correspondant honoraire de l'Académie royale des sciences d'outre-mer, Classe des sciences humaines.

## Œuvres
- Abiola Félix Iroko, L'homme et les termitières en Afrique, Éditions Karthala, 1996[4]
- Abiola Félix Iroko, Les cauris en Afrique Occidentale du dixième au vingtième siècle, ANRT, 1988, 980 pages[5]
- Abiola Félix Iroko, Josette Rivallain, Marie-Claude Eyraud, Laboratoire d'ethnologie (Paris), Calebasses béninoises : collections du Musée de l'homme, Laboratoire d'éthnologie, Musée national d'histoire naturelle, Sépia, 1998[6]
- Abiola Félix Iroko, Ogunsola John Igue, Les villes yoruba du Dahomey : l'exemple de Ketu, 1975[7]
- Abiola Félix Iroko, La côte des esclaves et la traite atlantique : les faits et le jugement de l'histoire, Nouvelle presse publications, 2003[8]